# Porky's Snooze Reel
Porky's Snooze Reel est un cartoon, réalisé par Bob Clampett et Norman McCabe et sorti en 1941, qui met en scène Porky Pig.